# Studiepunt
Studiepunten zijn een maat waarmee de zwaarte van (delen van) opleidingen aan een hogeschool of universiteit wordt uitgedrukt. Hogescholen en universiteiten verdelen de leerstof in modules. Over een module of vak (Nederland) of een opleidingsonderdeel (Vlaanderen) worden een of meer beoordelingen gegeven. Bij iedere module wordt geschat hoeveel uren de gemiddelde student nodig heeft om de leerdoelen van de module te halen. Dit wordt omgerekend naar een aantal studiepunten dat de student behaalt wanneer hij of zij voor een module slaagt. Bij overgang naar een hoger jaar of naar een andere opleiding met hetzelfde opleidingsonderdeel heeft de student dus dit krediet verworven, wat eventueel recht geeft op een vrijstelling.

## Belang van studiepunten
Sommige opleidingen kennen een bindend studieadvies, waarbij studenten in het eerste jaar een minimumaantal studiepunten moeten halen om de opleiding te mogen voortzetten. Het halen van studiepunten is dus voor een student van groot belang.
Ook bij het berekenen van de studietoelage in Vlaanderen wordt rekening gehouden met het aantal studiepunten waarvoor de student reeds studietoelagekrediet heeft opgebruikt.
Vanaf 2008-2009 wordt in Vlaanderen aan de studiepunten ook een leerkrediet gekoppeld, om het ongebreideld blijven studeren en herkansen te beperken. Hogeronderwijsinstellingen worden immers alleen nog voor studenten met voldoende leerkrediet gesubsidieerd.

## Berekening

### Oude berekening
In Nederland stond een studiepunt gelijk aan veertig uur studiebelasting - het aantal studie-uren in een week. Als een bepaalde module op veertig uur werd geschat, had die module dus een waarde van één studiepunt. Een volledig studiejaar bestaat uit 42 studieweken (en bestond dus uit 42 studiepunten), wat overeenkomt met 42 x 40 = 1680 uur. De meeste opleidingen duren vier jaar, wat equivalent was aan 168 studiepunten. Vanaf 1996 duren de meeste opleidingen aan technische universiteiten vijf jaar, goed voor 210 studiepunten.
In Vlaanderen drukte men de studiebelasting (studiepunt) uit in een 25 à 30 uur per studiepunt en moesten er 60 studiepunten per jaar behaald worden. Daarvoor moest een student (25 à 30 uur per studiepunt) x 60 studiepunten = 1500 à 1800 uur studeren.

### European Credit Transfer System
De studiebelasting wordt sinds de invoering van de bachelor-masterstructuur uitgedrukt in het internationale European Credit Transfer System (ECTS), waardoor de waardetoekenning van internationaal verworven vakken vergelijkbaar wordt. In Nederland is de BaMa-structuur in het hoger onderwijs ingevoerd in het academisch jaar 2002-2003 en in Vlaanderen in 2004-2005.
Een studiejaar (1680 studie-uren) komt overeen met 60 ECTS credits. Eén credit staat dus voor 28 studie-uren. Een universitaire bacheloropleiding bestaat uit 3 studiejaren, dus 180 credits volgens het ECTS-systeem. Een HBO bachelor bestaat uit 4 studiejaren, dus 240 ECTS credits. Een credit staat tegenwoordig ook bekend onder de oude benaming studiepunt.